# Araeoncus vaporariorum
Araeoncus vaporariorum là một loài nhện trong họ Linyphiidae.
Loài này thuộc chi Araeoncus. Araeoncus vaporariorum được Octavius Pickard-Cambridge miêu tả năm 1875.